# Mucoromycota
Mucoromycotina é um subfilo de fungos com afinidades incertas. Pertencia ao grupo Zygomycota, mas esse agrupamento foi considerado polifilético baseado em análises filogenéticas.
Inclui as ordens Endogonales, Mucorales, e Mortierellales.